# 미와 카츠에
미와 카츠에(일본어: 三輪勝恵, 1943년 10월 12일 ~ 2024년 6월 19일)는 오사카시 출신의 일본의 아오니 프로덕션 소속 성우이다. 1960년에 경력을 시작했으며 이후 다양한 애니메이션, 비디오 게임, 영화 및 TV 광고에서 여러 성우로 출연했다. 미와는 2024년 6월 19일 80세의 나이로 사망했다.

## 작품

### 애니메이션
- 톰 소여의 모험 (애니메이션)
- 시티헌터
- 파만
- 도로로 (만화)
- 닥터 슬럼프
- 드래곤볼
- 게게게의 기타로
- 재채기 대마왕
- 지옥소녀
- 비밀의 아코짱
- 몬스터왕자 몽짱
- 카무이전
- 우에키의 법칙
- 마법사에게 소중한 것
- 미르모 퐁퐁퐁
- 무민
- 오바케의 Q 타로
- 원피스 (만화)
- 파만
- 마법사에게 소중한 것
- 타이거 마스크
- 유희왕

### OVA
- 지옥선생 누베
- 로보트 카니발

### 영화
- 게게게의 기타로

### 외국 작품 더빙

#### 실사
- 찰리와 초콜릿 공장 (영화)

#### 애니메이션
- 스와트 캣츠
- 우디 우드페커

#### 비디오 게임
- 죠죠의 기묘한 모험 올 스타 배틀
- 팝픈 뮤직